# Ruthie Foster
Ruthie Cecelia Foster, (Gause, Texas, 1964. február 10. − ) Grammy-díjas amerikai énekesnő, gitáros, dalszerző. A gospeltől és a bluesig, a dzsesszig, folkig, a soulig terjedő területen egyaránt énekel. Gyakran hasonlították Bonnie Raitthez és Aretha Franklinhez. Fostert többször jelölték Grammy-díjra a legjobb bluesalbum és a legjobb kortárs bluesalbum kategóriákban.

## Pályafutása
Ruthie Foster énektehetsége a közösség templomában tartott istentiszteletek során tetszett ki. Az olyan legendás művészektől, mint Mavis Staples és Aretha Franklin hatást merítve Foster olyan egyedi hangzást fejlesztett ki, amelyet nem lehet egyetlen műfajban meghatározni. Ez az eredetiség Ruthie életének és karrierjének igazi tartalma: a saját belső dobjának üteme szerint halad.
Foster csatlakozott haditengerészethez. A haditengerészet zenekaránál való éneklése alatt vált számára nyilvánvalóvá a fellépés iránti szeretete. Miután elhagyta a szolgálatot, Ruthie szerződést írt alá az Atlantic Recordsszal. New Yorkba költözött, hogy profi zenészként dolgozzon. De a kiadó azt akarta, hogy Ruthie hagyja el eredetiségét cserébe azért, hogy popsztárt formáljanak belőle. Foster azonban inkább Visszatért Texasba, ahol megszilárdította helyét énekesként és dalszerzőként. 
Leszerzőzött a Blue Corn Music független kiadóval.
Stúdióalbumai a kiadó számára a „Runaway Soul”-lal kezdődtek 2002-ben, ezt követte a „The Phenomenal Ruthie Foster” 2007-ben, a „The Truth By Ruthie Foster” 2009-ben, a „Let It Burn” 2012-ben, a „Promise of a Brand” New Day" 2014-ben és „Joy Comes Back” 2017-ben.
Ruthie legújabb albuma 2020-ben jelent meg. Ez visszatérés ahhoz, amikor Ella Fitzgerald Duke Ellington számokat énekelt, Frank Sinatra pedig Count Basie-vel és Quincy Jonesszal ragyogott. A felvétel 2019. elején, az austini Paramount Theatre 105 éves színpadán készült  a Ruthie Foster Big Band közreműködésével: egy gitáros, egy billentyűs, egy-egy basszusgitáros és dobos, valamint 10 kürtös és három vokalista, továbbá egy karmester közreműködésével.

## Albumok
- Full Circle (1997)
- Crossover (1999)
- Runaway Soul (2002)
- Stages (2004)
- The Phenomenal Ruthie Foster (2007)
- The Truth According to Ruthie Foster (2009)
- Live at Antone's (2011): Blue Corn Music (CD and DVD)
- Let It Burn (2012)
- Promise of a Brand New Day (2014)
- Joy Comes Back (2017)
- Live at the Paramount (2020)
- Healing Time (2022)
- Mileage (2024)

## Díjak, elismerések
- 2008: Blues Music Awards (jelölés) – Traditional Blues Artist of the Year
- 2009: Blues Music Awards (jelölés) – Traditional Blues Artist of the Year
- 2010: Grammy Award (jelölés) – The Truth According to Ruthie Foster nominated for Best Contemporary Blues Album
- 2010: Blues Music Awards Winner – Contemporary Blues Artist of the Year
- 2010: Living Blues Critics' Poll Winner – Blues Artist of the Year
- 2011: Blues Music Awards Winner – Koko Taylor-díj: Award for Traditional Blues Artist of the Year
- 2011: Living Blues Awards (jelölés) – Blues Artist of the Year
- 2012: Blues Music Awards (elnyerte)
- Koko Taylor Award for Traditional Blues Artist of the Year (elnyerte)
- DVD of the Year for Live at Antone's (elnyerte)
- B.B. King Entertainer of the Year (jelölés)
- 2012: Grammy-díj – Let It Burn nominated for Best Blues Album (jelölés)
- 2013: Blues Music Awards Winner – Koko Taylor Award for Traditional Blues Artist of the Year (elnyerte)
- 2014: Grammy-díj Award (jelölés) – Promise of a Brand New Day nominated for Best Blues Album
- 2015: Blues Music Awards Winner – Koko Taylor Award for Traditional Blues Artist of the Year
- 2016: Living Blues Award (jelölés) – Blues Artist of the Year and Best Live Performer
- 2016: Blues Music Awards Winner – Koko Taylor Award for Traditional Blues Artist of the Year
- 2018: US Artists Fellowship Award
- 2018: Blues Music Award Winner – Koko Taylor Award for Traditional Blues Artist of the Year
- 2019: Texas Music Hall of Fame Inductee (Austin Music Awards)
- 2019: Blues Music Award Winner – Koko Taylor Award
- 2023: Blues Music Award Winner – Contemporary Blues Artist of the Year